# Empoasca manubriata
Empoasca manubriata är en insektsart som beskrevs av Young 1953. Empoasca manubriata ingår i släktet Empoasca och familjen dvärgstritar. Inga underarter finns listade i Catalogue of Life.